# Acmeïsme
Het acmeïsme (Russisch: акмеизм) was een beweging in de Russische dichtkunst die ontstond in het eerste decennium van de twintigste eeuw. De aanhangers streefden naar eenvoud en helderheid van hun teksten. Ze vermeden metafysische, mystieke en occulte termen ten faveure van aardse en concrete. Het acmeïsme was een reactie op het Russische symbolisme.
Het acmeïsme stond ook bekend onder de namen adamisme (адамизм) en clarisme (кларизм). Een enkele keer werd ook de term neoclassicisme gebruikt.  

## Verklaring van de term acmeïsme en verwante termen

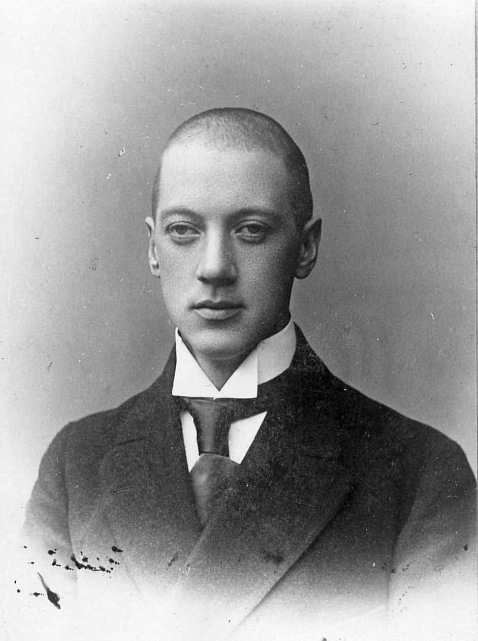
Nikolaj Goemiljov, theoreticus en initiatiefnemer van het acmeïsme

Acmeïsme is afgeleid van het Griekse woord 'άχμή' (spreek uit als: akmé). Dat betekent 'hoogtepunt van een ontwikkeling', 'bloei'.
Het adamisme staat volgens Nikolaj Goemiljov voor manhaftigheid, onwankelbaarheid en duidelijkheid. 

De term clarisme werd voor het eerst door Michail Koezmin gebruikt. Hij drong aan op helder en spaarzaam woordgebruik. 
 Neoclassicisme, ten slotte, verwijst naar het veelvuldig teruggrijpen op voorbeelden uit de klassieke oudheid.

## Positie ten opzichte van andere literaire stromingen in die tijd
De acmeïstische positie ten opzichte van het Russisch symbolisme wordt geïllustreerd in het manifest (zie onder) van Nikolaj Goemiljov. Goemiljov geeft daarin als voorbeeld het antwoord van François Villon op de vraag waar de beroemde vrouwen uit het verleden, zoals Jeanne d'Arc, zijn gebleven. Villon antwoordt met de retorische tegenvraag: 'Ou sont les neiges d'antan?' (Waar is de sneeuw van weleer?). Volgens Goemiljov beweegt dat antwoord ons meer dan een dat ons vertelt aan welke kant van de maan zielen van de overledenen verblijven.
Een ander verschil met de symbolisten wordt door Osip Mandelstam genoemd in zijn essay Over de gesprekspartner (o собеседник). (Apollon, 1913 nr. 2). Hij stelt dat symbolisten hun lezers als profeet of ziener toespreken: het is eenrichtingsverkeer waarin de alleen voor de schrijver toegankelijke waarheid wordt overgebracht. De teksten van acmeïsten vergelijkt Mandelstam met flessenpost. Ook al kent de schrijver zijn lezers niet toch schrijft hij aan anderen als persoon. Dit roept bij de lezer eerder de ervaring van een gesprek op dan van een preek.
De acmeïstische positie ten opzichte van de avant garde (futuristen, constructivisten) was dat zij de bestaande wereld in haar harmonie zichtbaar wilden maken, waar de avant garde deze wilde herscheppen. Of, zij probeerden zorgvuldig te formuleren, waar de avant garde eerder neologismen bedacht.
De acmeïsten waren bescheiden. Zij organiseerden 'workshops' waarin ze zich literaire technieken eigen maakten. Deze waren anders dan de esoterisch aandoende bijeenkomsten van symbolisten. De acmeïst was ziener (symbolisme) noch schepper (avant garde), maar eerder een noeste werker die door zorgvuldig taalgebruik de werkelijkheid zelf liet spreken. Om dat te bereiken gebruikten zij woorden vooral in hun primaire, alledaagse betekenis. Dus een roos bijvoorbeeld is mooi om haar bladeren, haar kleur, haar geur en niet om haar denkbeeldige overeenkomst met liefde.
De uitgangspunten van de acmeïsten waren zo algemeen dat daarbinnen een grote verscheidenheid mogelijk was, zoals de exotische en verhalende poëzie van Goemiljov, de wereldbeeld vernieuwende van Mandelstam en de kristalheldere van Anna Achmatova

## Historische ontwikkeling
De historische ontwikkeling van het acmeïsme telt een drietal invloedrijke manifesten, twee tijdschriften, het Dichtersgilde en een kunstenaarscafé 
De manifesten: 
1. Michail Koezmin: Over harmonieuze helderheid (О прекрасной ясности). (Apollon, 1909, nr. 4). 
 Koezmin kritiseerde de 'valkuilen van onbegrijpelijkheid en kosmische duisterheid' en spoorde hij schrijvers aan tot 'logica van voorstelling, constructie, syntaxis (...), liefde voor het woord, zoals bij Gustave Flaubert (...)' en hij adviseerde: 'wees economisch in het gebruik van middelen en spaarzaam met woorden, wees precies en zuiver - en je zult het geheim ontdekken van iets verbazingwekkends - harmonieuze helderheid - wat ik 'clarisme' zou willen noemen. 
2. Nikolaj Goemiljov: Het symbolistisch erfgoed en het acmeïsme (Наследие символизма и акмеизм). (Apollon, 1913, nr. 1). Blijkens het colofon putte hij uit daarvoor ook uit bijdragen van Osip Mandelstam en Gorodetski. Goemiljov stelt daarin dat het onkenbare, zoals het woord al zegt, niet gekend kan worden. 
3. Osip Mandelstam: Dageraad van het acmeïsme (Утро акмеизма). (Sirene, jaargang 1919; geschreven in 1912). Hieruit werd al in 1913 door Goemiljov geput, maar het werd pas in 1919 gepubliceerd. Mandelstam gebruikt in zijn manifest een vooral architectonische invalshoek. Hij stelt onder meer dat de acmeïsten niet vliegen, maar naar de top van een toren klimmen, die zij eerst zelf gebouwd hebben.
Het tijdschrift Apollon verscheen van 1909 tot 1917. Daarnaast verscheen van oktober 1912 tot december 1913 nog een literair blad waarin acmeïsten publiceerden: Hyperborée (Гиперборей). Bij beide bladen was Goemiljov betrokken.

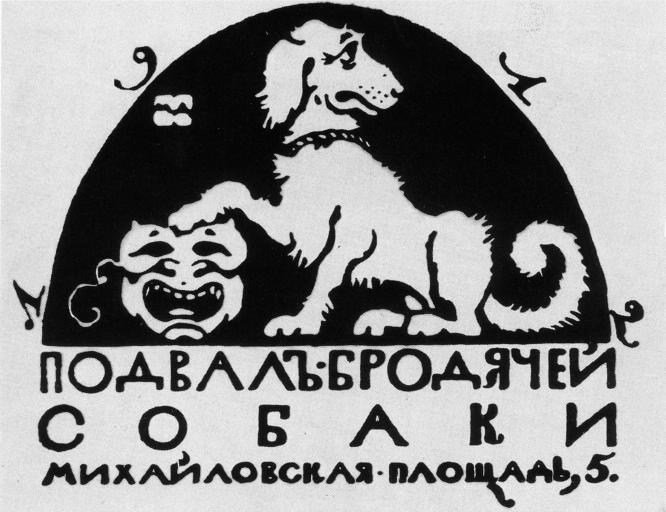
Logo verdwaalde hond uit werk van М. Dobitsjinski. 1912

Belangrijker nog dan de manifesten en tijdschriften waren waarschijnlijk de regelmatige samenkomsten van schrijvers om hun vakmanschap te ontwikkelen. In het laatste halfjaar van 2011 werd hiertoe het Dichtersgilde (Цех поэтов) opgericht door Nikolaj Goemiljov en Sergej Gorodetski. Het gezelschap streefde een ‘dichterlijk vakmanschap en culturele continuïteit' na. Naast Innokenti Annenski beschouwde het Alexander Pope, Théophile Gautier, Rudyard Kipling, en de Franse Parnassiaanse dichters als voorlopers.
Het Dichtersgilde kwam bijeen bij leden thuis en in literair-artistiek Café De Verdwaalde Hond (Бродя́чая соба́ка) in Sint-Petersburg. Anna Achmatova memoreerde dat op de derde bijeenkomst bij haar thuis in Tsarkoje Selo het acmeïsme werd geproclameerd. Die proclamatie kan einde 1911 of begin 1912 worden gedateerd.
De acmeïsten kregen te maken met stevige kritiek van de gevestigde literaire orde, de symbolisten. Hun naam werd een scheldwoord. De eerste positieve kritiek kwam in december 1916 van Viktor Zjirmoenski: 'Zij die het symbolisme overwonnen hebben'.

## Vaktechnische bijdragen van Achmatova en Mandelstam
Van Anna Achmatova is bekend dat zij een voorkeur had voor het metoniem boven de metafoor. Een metoniem, zoals 'de neuzen tellen', is gebaseerd op een relatie tussen het genoemde (de neuzen) en het bedoelde (de personen). Bij een metafoor gaat het om de overeenkomst tussen het genoemde en bedoelde. Bijvoorbeeld 'hij kwam als een dief in de nacht' heeft als overeenkomst de onopvallendheid van de genoemde dief met de onopvallendheid van de bedoelde persoon. Het voordeel van het gebruik van een metoniem is dat het minder snel tot bovenzinnelijke onbegrijpelijkheden leidt.
Mandelstam publiceerde in 1913 zijn dichtbundel Steen (Камень). (Het valt op dat Камень bijna een anagram is van: акмеи.) Een steen is een bij uitstek  aards en concreet bouwmateriaal, waarmee de wereld architectonisch vormgegeven kan worden.
In zijn bundel Steen van Mandelstam staat een gedicht uit 1914 met onder meer de volgende regels:
Kan ik er wat aan doen dat ik geen maan 

maar een verlichte wijzerplaat zie staan, 

............................................
Ik heb een hekel aan hooghartigheid: 

toen Batjoesjkov gevraagd werd naar de tijd, 

gaf hij 'het is nu eeuwigheid' te antwoord.
Volgens Goemiljov maakt Mandelstam hierin de weg vrij voor de behandeling van verschijnselen die zich voordoen in de tijd en neemt hij afstand van de beperking van de dichtkunst tot slechts verschijnselen die zich voordoen op een moment of in de eeuwigheid.
Joseph Brodsky noemt het gedicht Het woud kent wielwalen en ... (uit 1916) als een voorbeeld waarin Mandelstam zijn nieuwe tijdsbeleving zowel theoretisch beschrijft als praktisch toepast. Belangrijk hierin is de cesuur (rustpunt in een dichtregel), die een hele dag met gebeurtenissen lijkt te bevatten:
............................................ 

........................ een cesuur is deze dag 

die kalm begint en eindeloos lijkt voort te duren. 

Er grazen ossen, ................................
Wanneer een cesuur, een korte adempauze, een hele dag bevat, dan lijkt zij in die dag opnieuw cesuren te bevatten, die opnieuw hele dagen bevatten, die cesuren bevatten, enzovoorts. Er ontstaat een eindeloze reeks, het is niet afzienbaar dat een grens of bodem ooit wordt bereikt. Zo'n bodem of grond zou absolute zekerheid kunnen bieden, maar het bereiken van zo'n eeuwige of oneindige zekerheid is de mens kennelijk niet gegeven. Hij moet het doen met de waarneming of ervaring, zoals het woud dat wielewalen kent, waaruit een verdere aardse kennis kan worden afgeleid. Die kennis is concreter en bescheidener dan de door symbolisten gepretendeerde.

## Deelnemers
Behalve Goemiljov, Gorodetski, Achmatova en Mandelstam worden onder meer de volgende schrijvers genoemd: Georgi Adamovisj, N. Broeni, Georgi Ivanov, Jelizaveta Koezmin-Karavajeva, Michail Lozinski, Vladimir Narboet, Tsjernjavski, M. Zenkjevitsj. Ook Nina Berberova sloot zich op jonge leeftijd aan bij het Dichtersgilde.

## Relativering
Hierbij zij aangetekend dat:
1. Goemiljov erkent dat, met name het Franse symbolisme, meer vrijheid in de versbouw heeft geschapen en symbolistische metaforen hebben gestimuleerd de gedachten langs onverwacht paden te leiden. Verder meent hij dat het Russische symbolisme uit evenwicht is geraakt. Engelen en demonen maken weliswaar deel uit van het materiaal van de dichter, maar horen niet 'met hun aardse zwaarte' de andere beelden die hij kiest te verpletteren.
Achmatova laat in haar gedicht Voronezj, over de verbannen dichter Mandelstam, met 'Muze' zien hoe dat op een acmeïstische manier kan.:
........................................... 

Maar in de kamer van de verbannen dichter 

Houden angst en Muze beurtelings de wacht, 

...........................................
2. het symbolisme in Rusland, in aanvang een respectabele literaire stroming, in het begin van de twintigste eeuw leidde tot steeds hoogdravender en zweveriger taalgebruik. Joseph Brodsky meent dat het symbolisme daarbij zoveel niet getalenteerde navolgers kreeg dat het ontspoorde.
3. volgens Brodsky iemand als Mandelstam een zodanige geestelijke autonomie bezat dat hij zich juist van iedere vorm van linguïstische massaproductie of -isme verwijderde. Dit blijkt wellicht ook uit het feit dat Mandelstam Batjoesjkov (zie hierboven) elders 'deel van mijn leven noemt'.

## Vergelijkbare ontwikkelingen in dezelfde tijd elders
Opvallend is dat de filosoof Ludwig Wittgenstein in het tweede decennium van de twintigste eeuw stelt dat het ondenkbare niet kan worden gedacht en dat het onzegbare niet kan worden uitgesproken. En verder dat door een helder woordgebruik, dat wil zeggen door het vermijden van woorden zonder een verwijzing naar de werkelijkheid, hetgeen onzegbaar is zich als het ware door de tekst heen toch toont.
Opvallend ook is de verwerping van het bewijs uit het ongerijmde in de wiskunde door L.E.J. Brouwer in het begin van de twintigste eeuw. Bewijzen uit het ongerijmde leverden soms bewijzen op van stellingen op die meer op metafysica lijken dan dat zij praktische betekenis hebben.
Tussen Wittgenstein en Brouwer enerzijds en het acmeïsme anderzijds is geen wederzijdse beïnvloeding bekend. Toch lijkt de gelijktijdige opkomst van deze ideeën niet helemaal toevallig.

## Nederlandstalige literatuur over het acmeïsme
- Anna Achmatova, De echte twintigste eeuw, Privé-domein nr. 249, Arbeiderspers, Amsterdam, 2006, p. 64-131.
- Nikolaj Goemiljov, De giraffe, Meulenhoff Nederland bv, Amsterdam, 1985. In het bijzonder 'Ter inleiding' door Hans Boland en 'Het symbolistisch erfgoed en het acmeïsme', pp. 7 – 13 en pp. 67 – 71.
- Osip Mandelstam, Neem mijn verzen in acht, Uitgeverij Atlas, Amsterdam Antwerpen, 2010, in het bijzonder de inleiding en de begeleidende teksten.
- Joseph Brodsky, 'Het kind van de beschaving' in Tussen iemand en niemand, De bezige bij, Amsterdam, 1987. (Hierin komen bijdragen van Mandelstam aan het acmeïsme aan de orde.)